# Malia
Pour les articles homonymes, voir Malia (homonymie).
Malia ou Mallia (parfois graphié Mália) est le toponyme moderne donné à une ancienne ville de Crète dont le nom antique n’est pas connu. Le site de Malia, où se trouve le palais, s'étend sur 9 800 m2. Il était situé sur la côte nord de l'île, dans une plaine fertile. C'est l'un des quatre sites les plus importants de la civilisation minoenne.
Le site de Malia a été occupé dès le Bronze ancien II par une communauté agricole qui se développa au Bronze moyen par une agglomération urbaine, puis par le palais qui, comme les trois autres palais crétois, Cnossos, Phaistos et Zakros, reste assez mal connu. Par rapport à ceux-ci, il semble moins luxueux, mais les vestiges montrent qu'il s'agissait d'un édifice monumental. Les murs sont en brique crue sans placage de gypse et sans trace de fresques. Le site se compose de plusieurs ensembles de constructions : le palais lui-même avec plusieurs quartiers d’habitation, avec une nécropole, une agora et une crypte hypostyle.

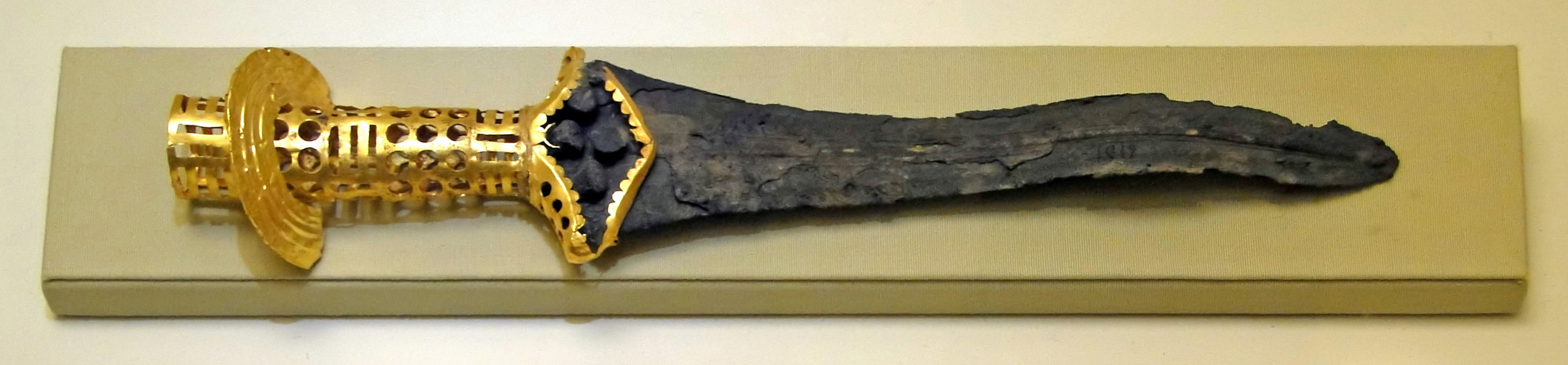
Dague de bronze de Malia.

## Le palais de Malia

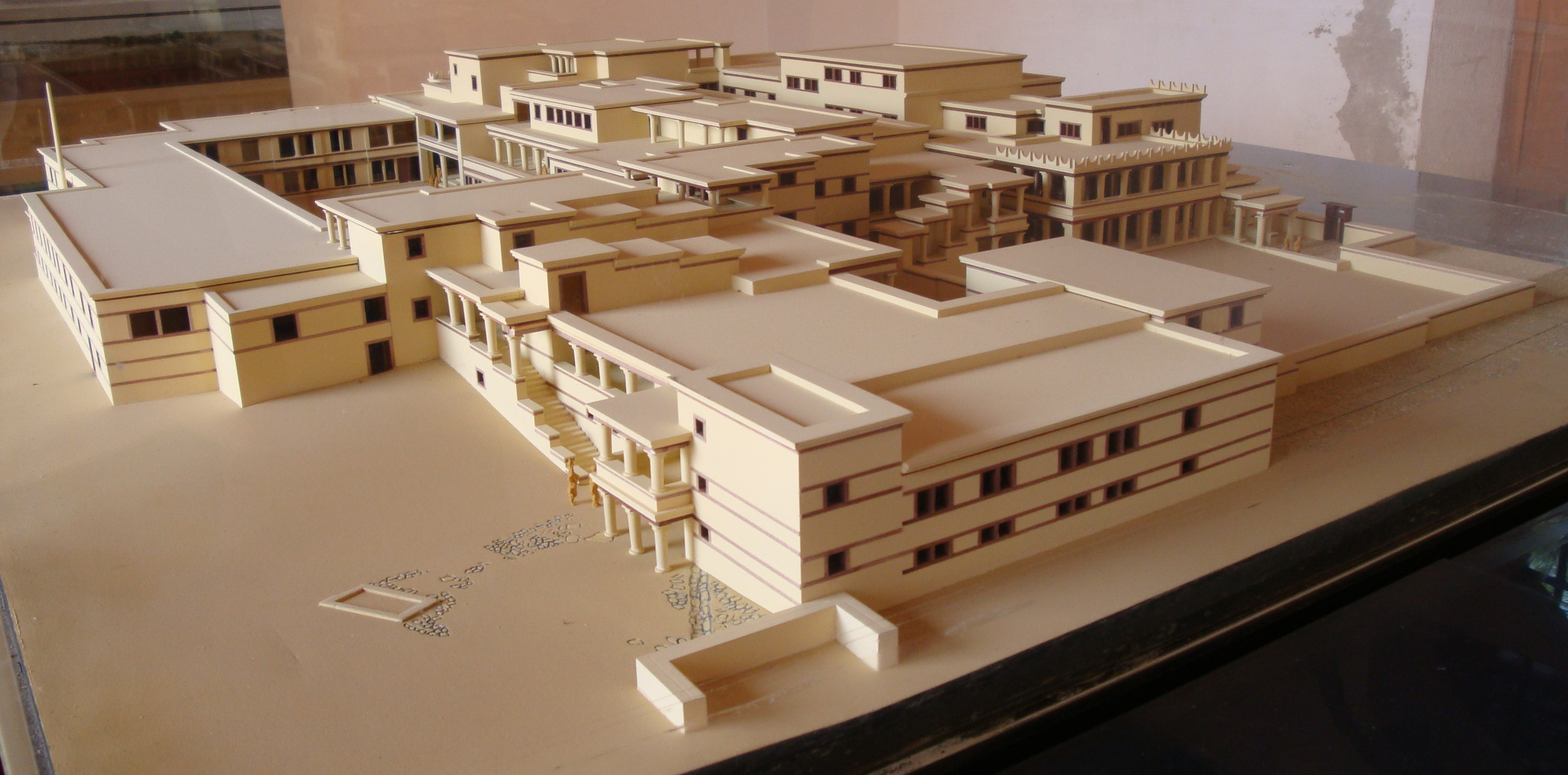
Maquette du palais de Malia.

Le palais de Malia est la troisième « capitale » de la Crète antique, en importance et en taille (7 500 m2). Situé sur la côte nord, à 34 km d’Héraklion, dans le dème de Chersónissos, à l'est du village moderne de Mália, dans une plaine petite mais fertile (45 km2), il occupe une position géographique importante, à côté d’un port essentiel pour la navigation de l'âge du bronze.

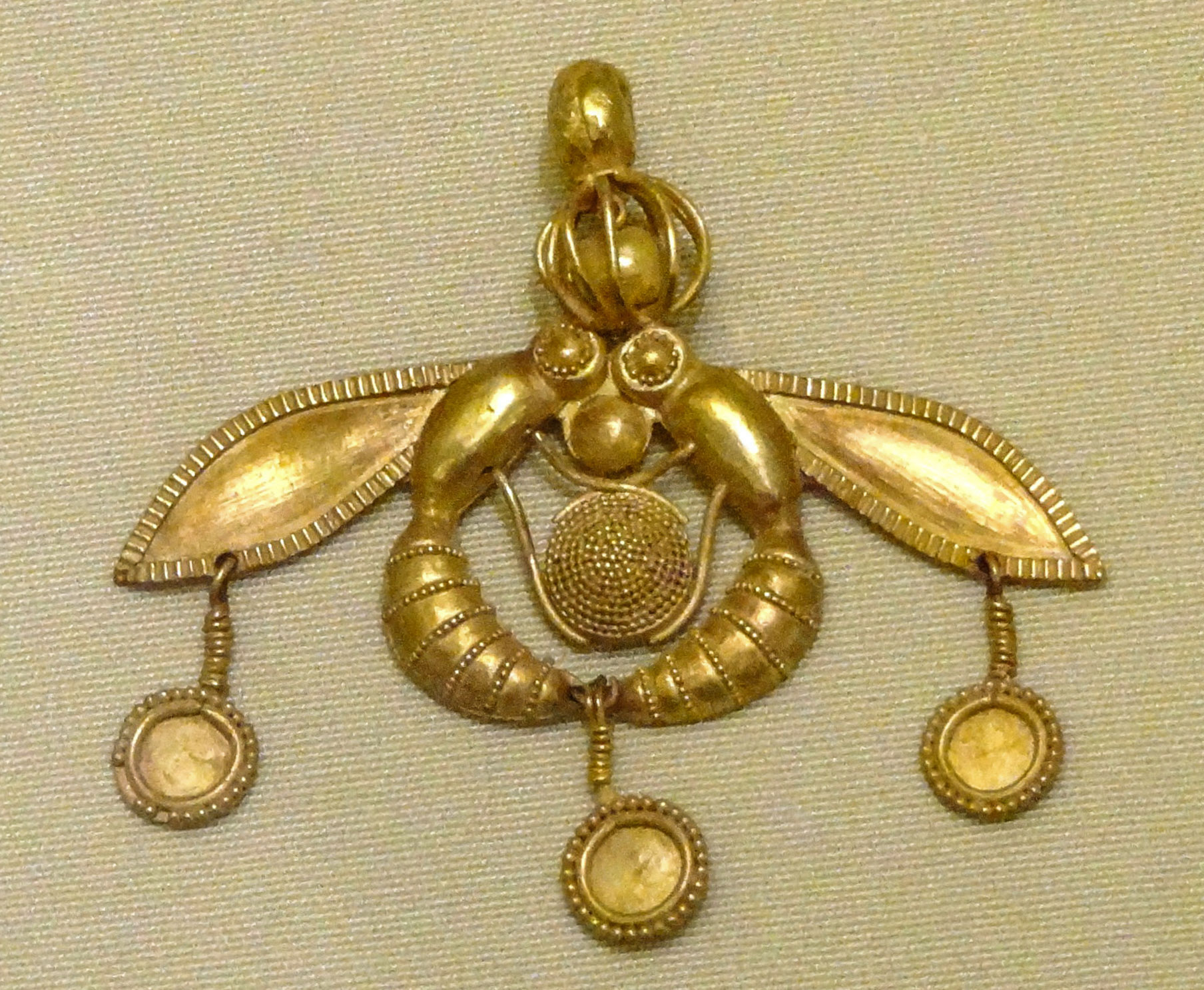
Pendentif en or des abeilles de Malia, qui figure deux abeilles transportant une goutte de miel (1800 - 1770 av. J.-C.), provenant d'une tombe de la nécropole de Chrysolakkos près du palais de Malia. Musée archéologique d'Héraklion.

Le site fut découvert en 1915 par un Crétois, Joseph Hadzidakis. Dès les premiers sondages, il mit au jour de riches objets et un ensemble de pièces en pierre de taille qui lui firent aussitôt reconnaître un palais comme ceux de Cnossos et de Phaistos.
En 1920, Charles Picard, alors directeur de l'École française d'Athènes, obtint des autorités grecques l’autorisation de poursuivre les recherches de Joseph Hadzidakis. Toute une série de savants français ont fouillé la cité minoenne, parmi lesquels Jean Charbonneaux, Fernand Chapouthier, Robert Flacelière, Pierre Demargne, Marthe Oulier, Henri Van Effenterre, Olivier Pelon et Jean-Claude Poursat.
Le premier palais fut construit vers -1900, comme Cnossos. Du premier palais, peu de choses restent encore visibles, la plupart des ruines datant de la période néo-palatiale. C'est la découverte de mobilier et d’objets qui a permis l'identification des pièces.
Le palais possédait cinq entrées, une dans chaque angle et une à l'ouest qui est la plus monumentale, les deux entrées principales étant situées au nord et au sud.

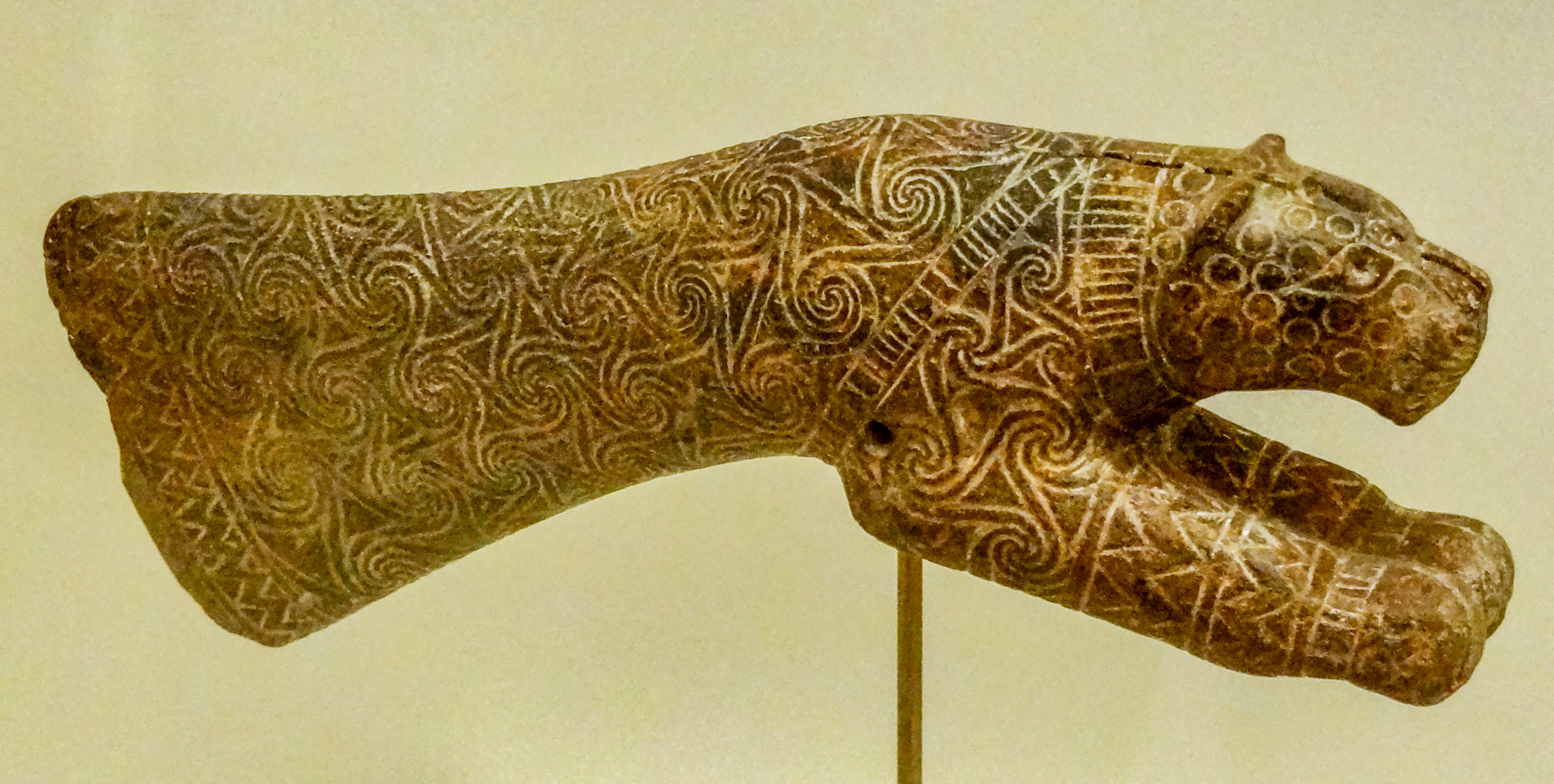
Hachette en forme de panthère.

Autour d'une cour rectangulaire centrale se trouvaient des quartiers fonctionnels comportant des magasins de stockage, des salles à fonction religieuse et des salles d'apparat, celles-ci suggérant l’existence d'un pouvoir central. Dans la salle du trésor, on a retrouvé plusieurs armes d’apparat, dont le sceptre à tête de panthère, qui semblent avoir été les insignes d'un pouvoir royal.

## Le quartier μ (mu)

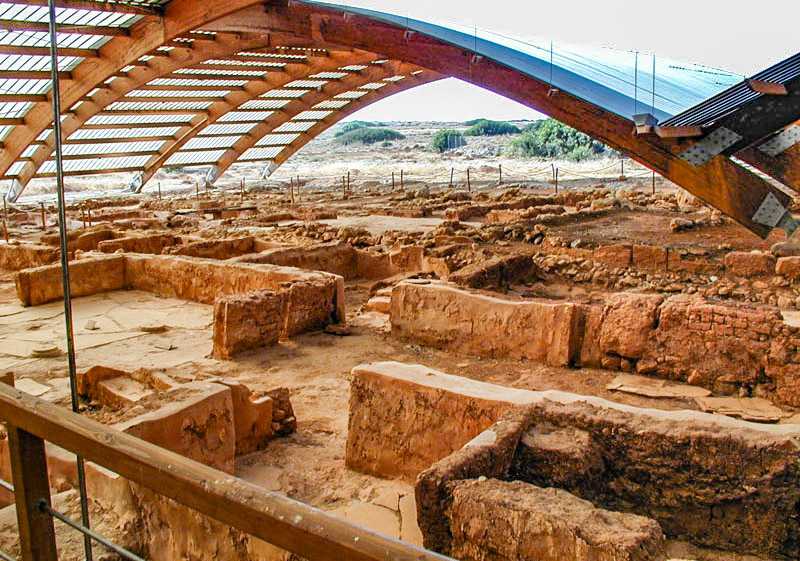
Zones A et B du quartier μ, vues de la passerelle.

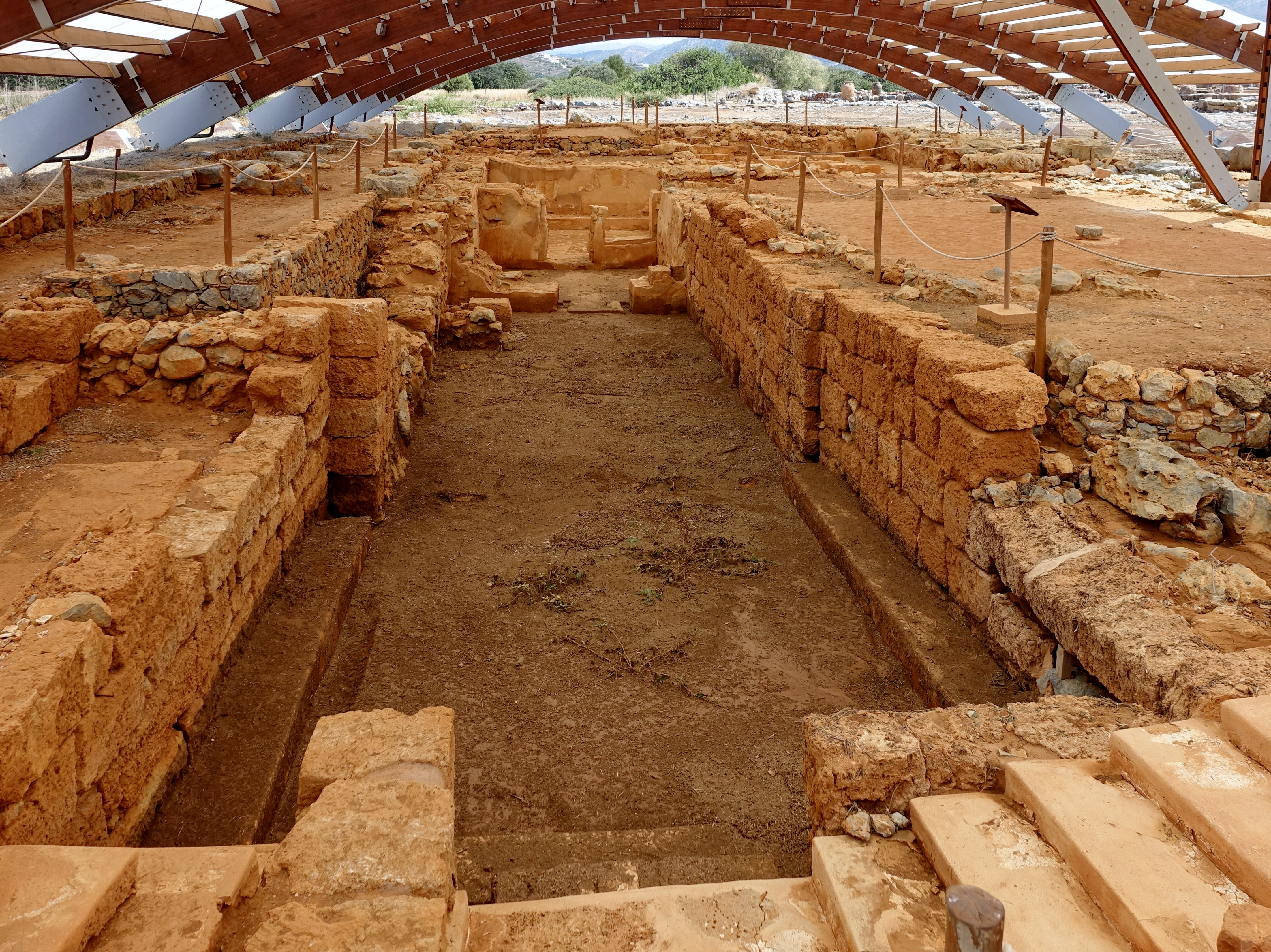
Crypte hypostyle et quartier du nord-ouest.

Situé au nord-ouest du palais, le quartier « μ » (nom donné par les archéologues) s'étend sur plus de 2 500 m2 . Il date de la période du premier palais et a été détruit par un incendie. Il comprenait des bâtiments principaux, de grands édifices secondaires abritant peut-être des hauts fonctionnaires rattachés au palais, des ateliers de tissage, de poterie, de métallurgie ou encore de meunerie et un ensemble de constructions dont on ignore l'usage. Un autre quartier a été mis au jour à l'ouest du palais, le quartier « ν (nu) ». Il couvre une surface de 750 m2 et est composé d’un bâtiment à trois ailes disposées autour d’une petite cour. Comme dans le quartier μ, on a retrouvé des vestiges d’activités artisanales. La découverte d’objets de prestige, comme des armes d’apparat et des bijoux en or, dans la nécropole de Chrysolakkos, indique une société hiérarchisée. L'influence égyptienne est visible dans les céramiques et les bijoux, qui attestent des contacts réguliers entre les deux civilisations. Vers -1700, le palais de Malia est détruit avec ceux de Cnossos et Phaistos, probablement à la suite d’un séisme. Le palais est reconstruit avant d’être finalement détruit une seconde fois, avec celui de Zakros, vers -1450. Celui de Cnossos suivra (on trouve aussi -1370/-1350). Le palais a sans doute été abandonné complètement au XIIe siècle.

Nécropole de Chrysolakkos
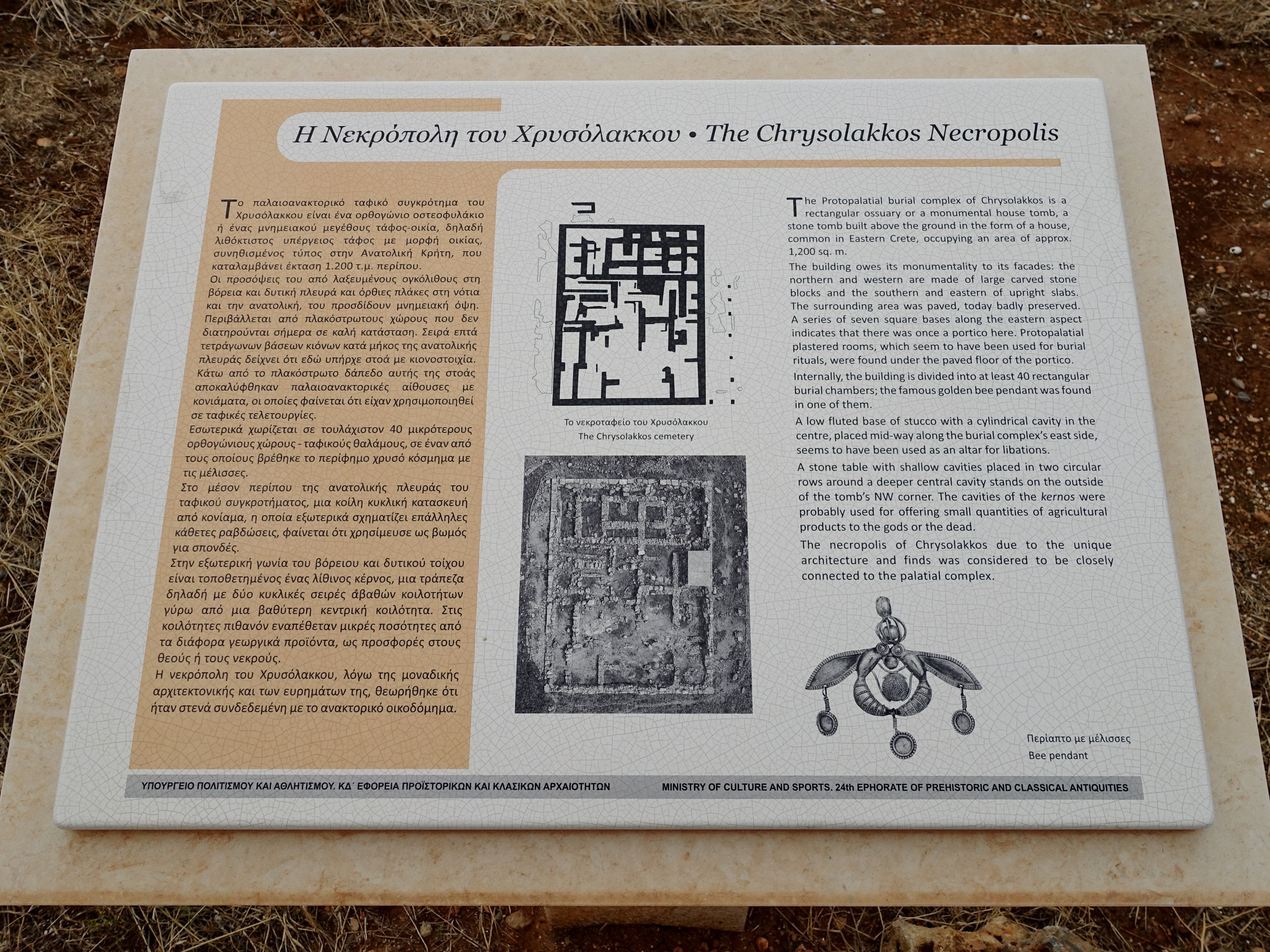
Panneau d’information.
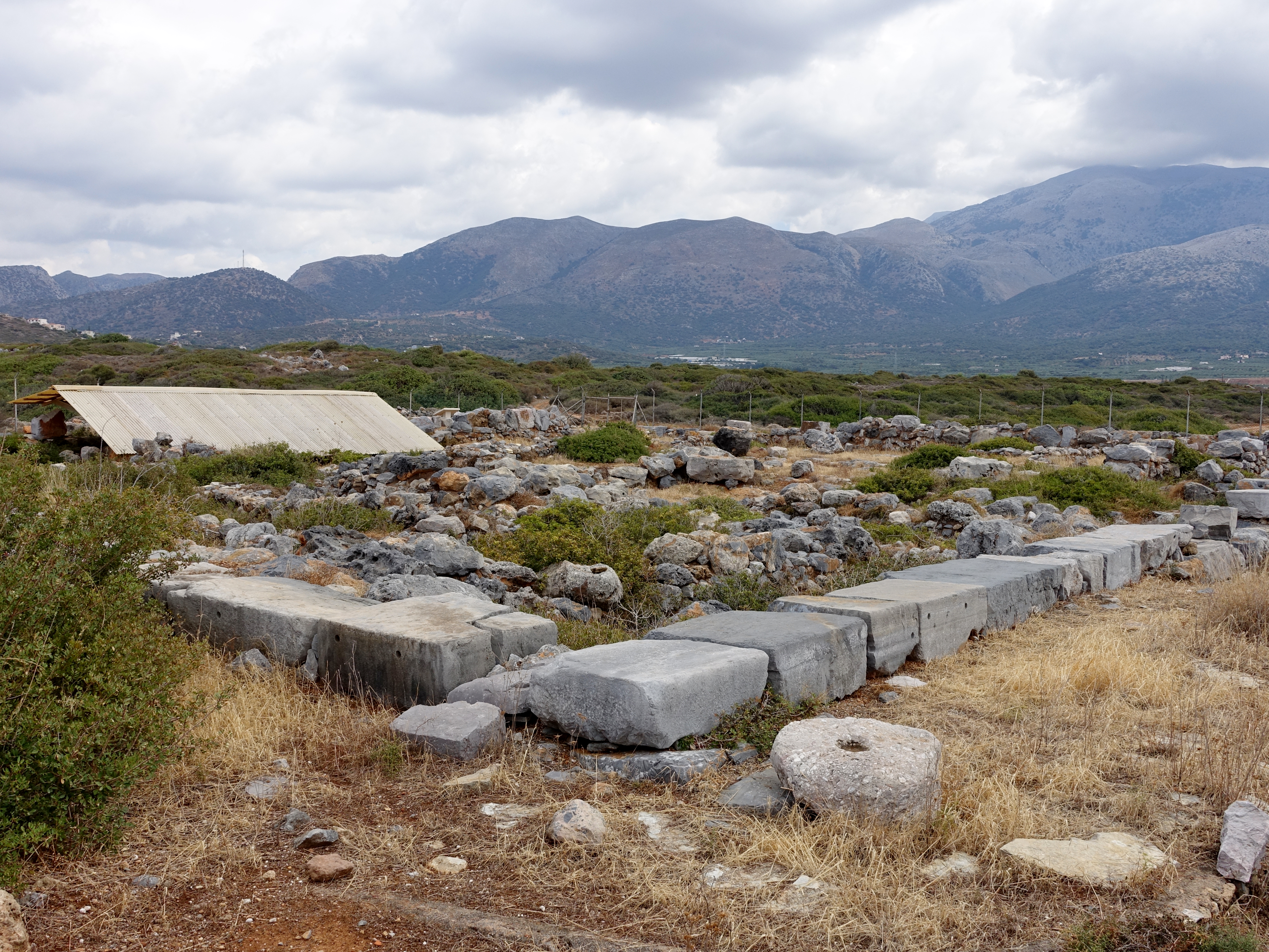
La nécropole, vue de l'angle sud-est.
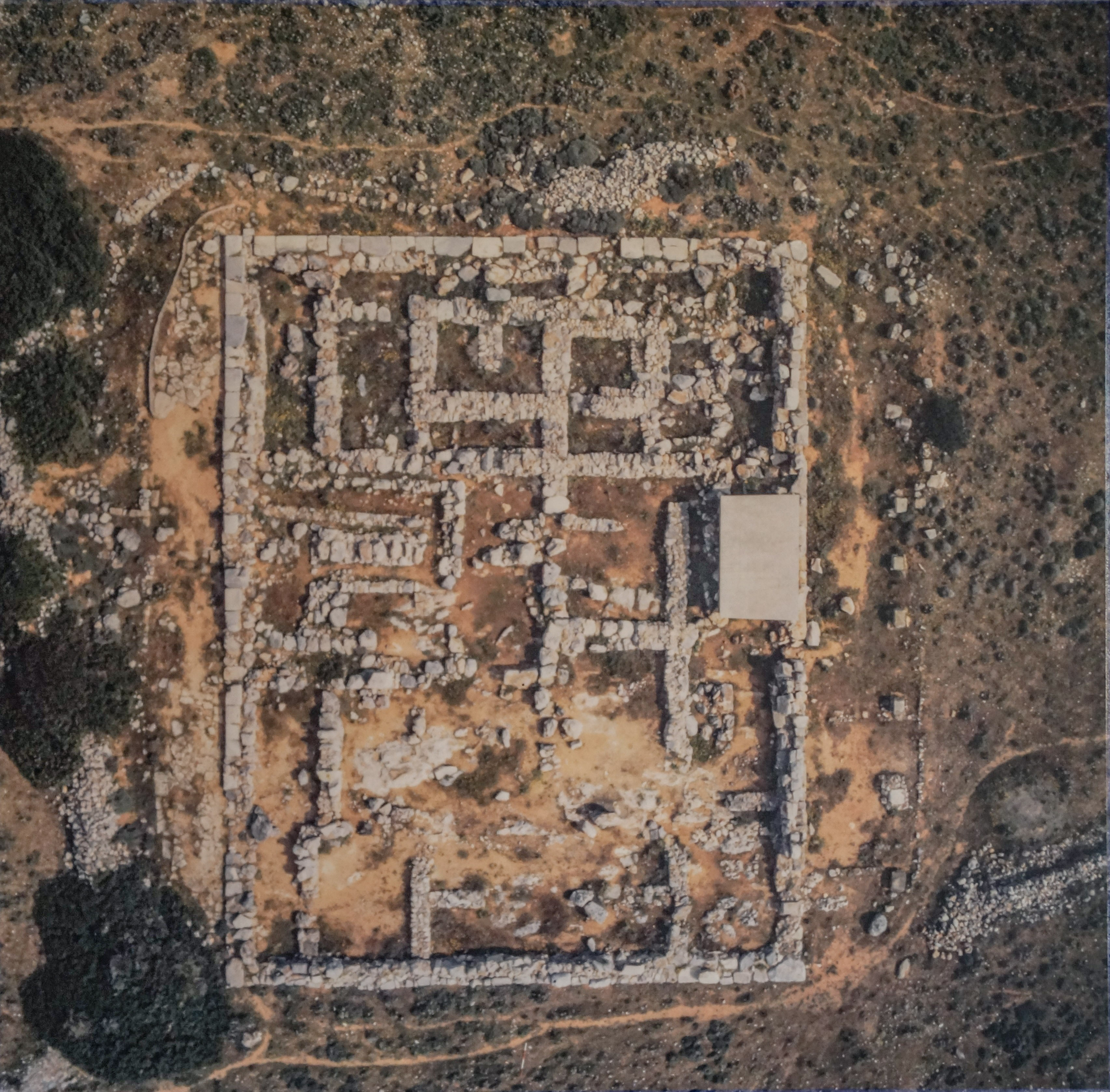
Vue aérienne de la nécropole.

## Protection
Malia est inscrite sur la liste du patrimoine mondial en 2025 par l'UNESCO, en tant que partie du bien « Centres palatiaux minoens ».